# Abri El Salt

Lage

Der Abri El Salt ist eine archäologische Stätte aus dem Mittelpaläolithikum, westlich von Alcoy in der Provinz Alicante, in Spanien die über Jahrtausende von Menschen aufgesucht wurde.
Wissenschaftler fanden am Abri mindestens 50.000 Jahre alte Feuerstellen und Feuersteinwerkzeuge und sechs Zähne von Neandertalern. Ausgrabungen wurden bereits in den 1960er Jahren durchgeführt. Die jüngsten laufen seit 1986. 2014 wurden am Abri die damals ältesten menschlichen Paläofäkalien entdeckt, die zeigen, dass die Neandertaler, die vor etwa 45.000 Jahren von El Salt und eventuell gleichzeitig von der Iberischen Halbinsel verschwanden, Fleisch, Beeren, Nüsse und Gemüse aßen.
El Salt liegt am Fuße einer etwa 38,0 Meter hohen Kalksteinwand an einem Nebenfluss des Rio Serpis. Der Abri ist einer von mehreren in der Ebene von Valencia, die von „erheblicher Mobilität“ der Bevölkerung zeugen. Die Fundstätte weist eine 6,3 Meter dicke Ablagerungsschicht auf, die mit Tuff- und Travertinablagerungen bedeckt ist.
Thermolumineszenz-Datierungen ergaben ein Alter zwischen 60,7 ± 8,9 und 45,2 ± 3,4 Ka. Die 13 lithostratigraphische Einheiten wurden in fünf Segmente gruppiert. Das zweite Segment (die Einheiten IX-XII), enthält horizontal geschichteten Feinsand mit reichlich archäologischen Resten und Verbrennungsrückständen. In der etwa 50.000 Jahre alten bis zu 35 cm dicken Einheit X finden sich zahlreiche Hinweise auf Lagerfeuer. Ihre 10–14 cm dicke Untereinheit (Xb genannt) ist brauner, mit mehr Tonanteilen als (Xa). Das lässt darauf schließen, dass das Klima zum Zeitpunkt der Ablagerung feuchter als heute war. Einheit X lässt auf mehrere diachrone menschliche Visiten und mannigfache Standortfunktionen schließen.